# Farallon Capital
Farallon Capital Management, L.L.C. est un fonds d'investissement alternatif américain qui propose des services d'investissement aux investisseurs institutionnels et privés. Le fonds a été fondé en 1986 par Tom Steyer. Son siège est situé à San Francisco (Californie), et il emploie environ 165 professionnels, répartis dans huit pays.
En mars 2010, le fonds disposait de 20,7 milliards de dollars d'actifs sous gestion et était classé au 10e rang des plus importants fonds spéculatifs dans le monde.